# Capolago
Capolago  är en ort och kommundel (quartiere) i kommunen Mendrisio i kantonen Ticino, Schweiz. 
Capolago var tidigare en självständig kommun, men 5 april 2009 blev Capolago en del av Mendrisio.
Capalago är belägen vid södra änden av Luganosjön och har en landningsbrygga (Capolago Lago) som används av ångbåtar i sjön. Orten har en järnvägsstation (Capolago-Riva S. Vitale) vid Sankt Gotthardsbanan som trafikeras av järnvägsbolaget SBB-CFF-FFS och järnvägslinjen Ferrovia Monte Generoso, en kuggstångsbana som går från Capolago till toppen av det närliggande Monte Generoso.
Arkitekten Carlo Maderno föddes i Capolago. Det var också i Capolago som det historiskt betydelsefulla förlaget Tipografia Elvetica höll till, som publicerade propaganda under Italiens enande. 1890 hölls Capolagos anarkistkongress i förlagets lokaler och medverkade gjorde italienska anarkister som Pietro Gori, Amilcare Cipriani, Francesco Saverio Merlino och Errico Malatesta. Ett revolutionärt anarkistiskt internationalistiskt parti grundades under kongressen.